# Olle Tandberg
Olle Tandberg, właściwie Olof Peder Tandberg (ur. 12 października 1918 w Sztokholmie, zm. 26 grudnia 1996 w Nace, region Sztokholm) – szwedzki bokser kategorii ciężkiej, dwukrotny złoty medalista mistrzostw Europy, zawodowy mistrz Europy.
Uczestnicząc w Igrzyskach Olimpijskich w Berlinie 1936, przegrał swoją walkę w ćwierćfinale.
Startując w mistrzostwach Europy w Mediolanie 1937, zdobył złoty medal. Na następnych mistrzostwach Europy w Dublinie 1939, broniąc tytułu mistrza, powtórzył osiągnięcie z Mediolanu. W drugiej połowie lat trzydziestych okresu międzywojennego zaliczał się do najlepszych na świecie amatorskich pięściarzy wagi ciężkiej.
Na ringu zawodowym walczył w latach 1941–1949, zostając zawodowym mistrzem Europy w 1943. W swojej karierze zawodowej stoczył 30 walk, z czego 23 pojedynki wygrał, 1 zremisował i 6 przegrał.